# Viação Itapemirim
A Viação Itapemirim, ou simplesmente ITA em seu últimos anos, foi uma empresa de transporte rodoviário de passageiros brasileira, tendo sido considerada por muito tempo a maior do ramo no país e também na América Latina.
Atuou em diversas capitais do país tendo também como principais destinos as cidades de Campina Grande, Feira de Santana, Alagoinhas, Campos dos Goytacazes, Niterói, Carangola, Caratinga, São Paulo, além de sua própria cidade de origem Cachoeiro de Itapemirim.
Em 21 de setembro de 2022, a 1ª Vara de Falências e Recuperações Judiciais do Tribunal de Justiça de São Paulo decretou a falência do Grupo Itapemirim. Contudo, a marca Itapemirim passou a ser operada pela Suzantur, sob o nome de "Nova Itapemirim", mantendo a clássica pintura amarela em seus ônibus.

## História

### A Fundação

A Jardineira Grassi "15" foi o primeiro ônibus a operar com o nome Viação Itapemirim, em 1958

Numa época em que o Brasil de Getúlio Vargas vivia fissurado pelo petróleo por conta da recém descoberta do produto no Estado da Bahia, dando origem posteriormente à Campanha do Petróleo, o empresário capixaba Camilo Cola (já dono da ETA - Empresa de Transporte Autos) decide impulsionar seus negócios e funda, em 4 de julho de 1953 a Viação Itapemirim. Inicialmente, com 70 funcionários e 16 ônibus, a nova empresa era reservada apenas a fazer viagens pelo Espírito Santo, considerando que na época a situação das estradas brasileiras era bastante precária, onde muitos brasileiros ainda estavam acostumados a viajar para outros estados nos chamados paus-de-arara.[carece de fontes?]

### Os primeiros anos

Antigos monoblocos O321 perfilados em um pátio da Itapemirim. Nessa época, os ônibus da empresa possuíam as cores cinza metálico e azul

No ano de 1954, Camilo Cola vê o seu novo empreendimento crescer bem aos poucos quando a Itapemirim consegue aumentar sua frota para 22 veículos e com a empresa já ganhando condições de fazer viagens interestaduais tendo como seus primeiros destinos algumas cidades do Rio de Janeiro.
Durante toda a década de 50, a empresa cresceu cada vez mais: das simples jardineiras que a Itapemirim oferecia aos seus passageiros, a Viação começou a adquirir seus primeiros novos ônibus da General Motors, todavia, a manutenção e os reparos dos veículos eram feitos exclusivamente na oficina mecânica da empresa, que funcionava num barracão alugado.
Para garantir a expansão da empresa, a Itapemirim começa a oferecer destinos também para a região Norte do estado do Espírito Santo. Posteriormente, a viação começou a oferecer também, outros destinos como Campos dos Goytacazes (RJ), Niterói (RJ) até finalmente atender a então capital federal na época, o Rio de Janeiro. Nessa mesma época, é iniciada a construção de uma oficina de manutenção própria da Itapemirim na cidade natal da empresa.
Já no fim da década, a Itapemirim consegue incorporar um expressivo contingente de ônibus Alfa-Romeo. Dois anos depois, a viação começa a substituir toda a sua frota por novíssimos carros da Mercedes-Benz, tendo como principal vantagem de que os novos modelos da empresa alemã eram entregues já encarroçados, encurtando-se em meses o intervalo entre a compra do chassi e o recebimento do ônibus pronto.

### Expansão

Monobloco Mercedes-Benz O-326, um dos primeiros modelos a utilizar a nova pintura da Itapemirim, o amarelo

A partir da década de 60, num país ainda carente de infraestrutura em suas rodovias, a Itapemirim começa a atender também as regiões Norte e Nordeste, sendo que nesta última a empresa se consolida de vez no transporte de passageiros, mantendo esse sucesso até a cessão das operações, em 2022.
Em 1962, a viação deixa de ser uma sociedade limitada para virar uma sociedade anônima.
No ano de 1967, a Itapemirim adota em seus veículos a cor que seria um dos maiores símbolos da empresa até hoje: o amarelo. Ao mesmo tempo, a viação começa a adquirir seus primeiros Monoblocos modelos O-326 da Mercedes-Benz, cuja primeira linha a utilizá-los é a Vitória – Rio, já contando com asfalto por todo o trajeto desse itinerário.

### Consolidação em outras áreas

A Itapemirim foi a primeira viação a operar ônibus de 3 eixos no Brasil

Durante uma viagem aos Estados Unidos nos anos 1960, Camilo Cola conheceu alguns modelos de ônibus que possuíam três eixos e que eram bastante comuns nas linhas rodoviárias estadunidenses, isso acabou por impressionar o patrono da Itapemirim a ponto de querer introduzir esse tipo de modelo em sua empresa. Naquela época nenhuma outra empresa brasileira do ramo de transportes usara o modelo de três eixos e Camilo quis trazer a novidade ao Brasil aproveitando o gigantesco crescimento da Itapemirim. Com isso, no ano de 1971, a Itapemirim começa a operar seus novos veículos de 3 eixos sob uma forte propaganda, investindo fortemente no conforto dos passageiros.
Também era bastante comum de se ver as chamadas Rodonaves fabricadas pela Mercedes-Benz e encarroçadas pela Ciferal, que também conquistou gosto de seus usuários. A Itapemirim começa a prestar serviços também na cidade de São Paulo. Ainda nesse período, a Itapemirim passa a oferecer linhas que interligavam diretamente a Região Sudeste do Brasil ao Nordeste, consolidando ainda mais a participação da firma no ramo de transportes.
Em 1973, a Itapemirim adquire a Empresa Nossa Senhora da Penha, de Curitiba. Com isso, a empresa de Camilo Cola passou a atuar ativamente também no Sul do país. Pegando carona no chamado milagre econômico brasileiro, as empresas de Camilo Cola (que mais tarde passariam a originar o Grupo Itapemirim) começavam a intensificar suas atividades passando a abranger segmentos de turismo, agropecuária e mineração.

### Expansão e compra da Única Auto Ônibus
Adentrando na década de 1980 com uma frota de aproximadamente 1500 ônibus, a Itapemirim dá mais um passo de expansão: ela compra a Única Auto Ônibus, empresa pertencente na época ao grupo CAIO (que foi criada a partir de uma cisão da Única de Petrópolis), que só tinha uma única linha: operava a linha Rio–SP. Com a compra, a Itapemirim extingue a Única, repassando a linha Rio–SP para ela mesma paralelo a isso, a empresa lança em 1981, oficialmente, os primeiros tribus, alguns encarroçados pela Ciferal e a maioria pela Nielson, com bastante publicidade. A viação aproveitara um período de grande euforia econômica no país, embalado pelo fim do Regime Militar, no qual os transportes rodoviários cresciam a índices altíssimos.

### Fundação da Tecnobus
A empresa inaugura sua própria fábrica de ônibus, a Tecnobus, que seria responsável, no final de 1984, pelo lançamento da segunda geração do Tribus, gerando muito sucesso (há indícios de que esta carroceria foi inspirada nos modelos Marcopolo III, naquela altura não mais produzidos). No auge de sua linha de produção, ainda em meados da década de 1980, a Tecnobus chegou a fabricar um ônibus por dia. Na mesma década, adquire junto a Mercedes-Benz vários monoblocos O370 e O371 equipados com ar-condicionado para o serviço leito Rodonave.

### Estabilização

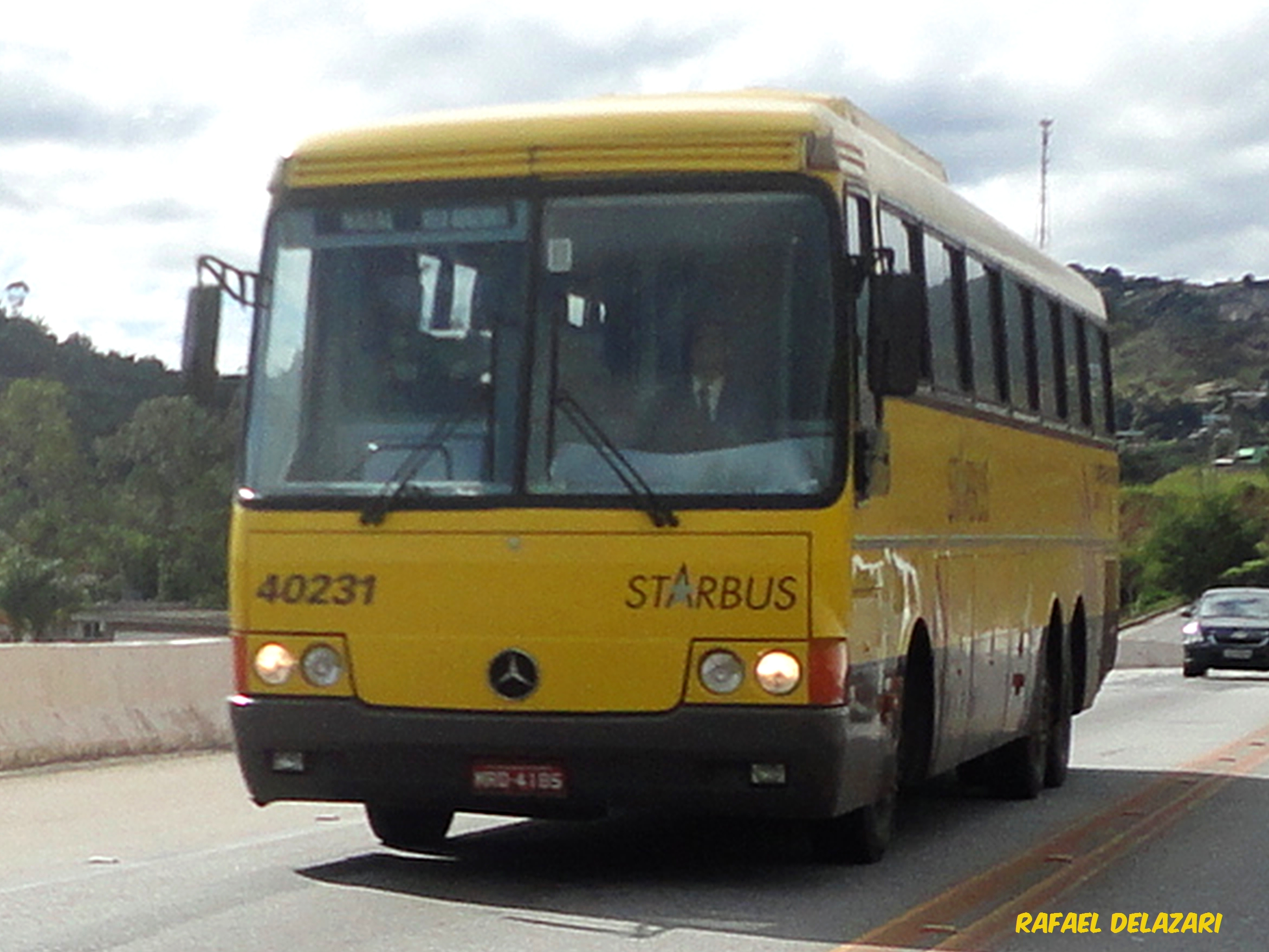
Monobloco O-400, lançado em 1994

No final de 1989, a empresa lança o Tribus 3 e em 1995 a Itapemirim adquire junto a Mercedes-Benz mais monoblocos O400 com ar condicionado para a inauguração de um novo serviço, o Starbus: o primeiro ônibus executivo rodoviário de três eixos do país. Em 1999, o serviço foi reforçado com aquisições de veículos da marca Busscar e de alguns exemplares do Tribus 4 (lançado em 1997) equipados com ar condicionado. O serviço convencional também foi reforçado pelo modelo Tribus 4 sem ar.
Nessa época, Camilo Cola, também já sendo proprietário de outras empresas, decide incorporar a viação ao Grupo Itapemirim, englobando-se a mais 30 empresas do empresário a qual empregavam quase 20 mil pessoas na época.
No ano de 1998, a empresa lança o Golden Service, que oferece o conforto de um ônibus leito por uma tarifa econômica de um executivo. Os primeiros carros que estreariam o novo serviço eram inicialmente do modelo Tribus 4 fabricado pela empresa equipados com ar condicionado e depois vieram os carros da marca Busscar

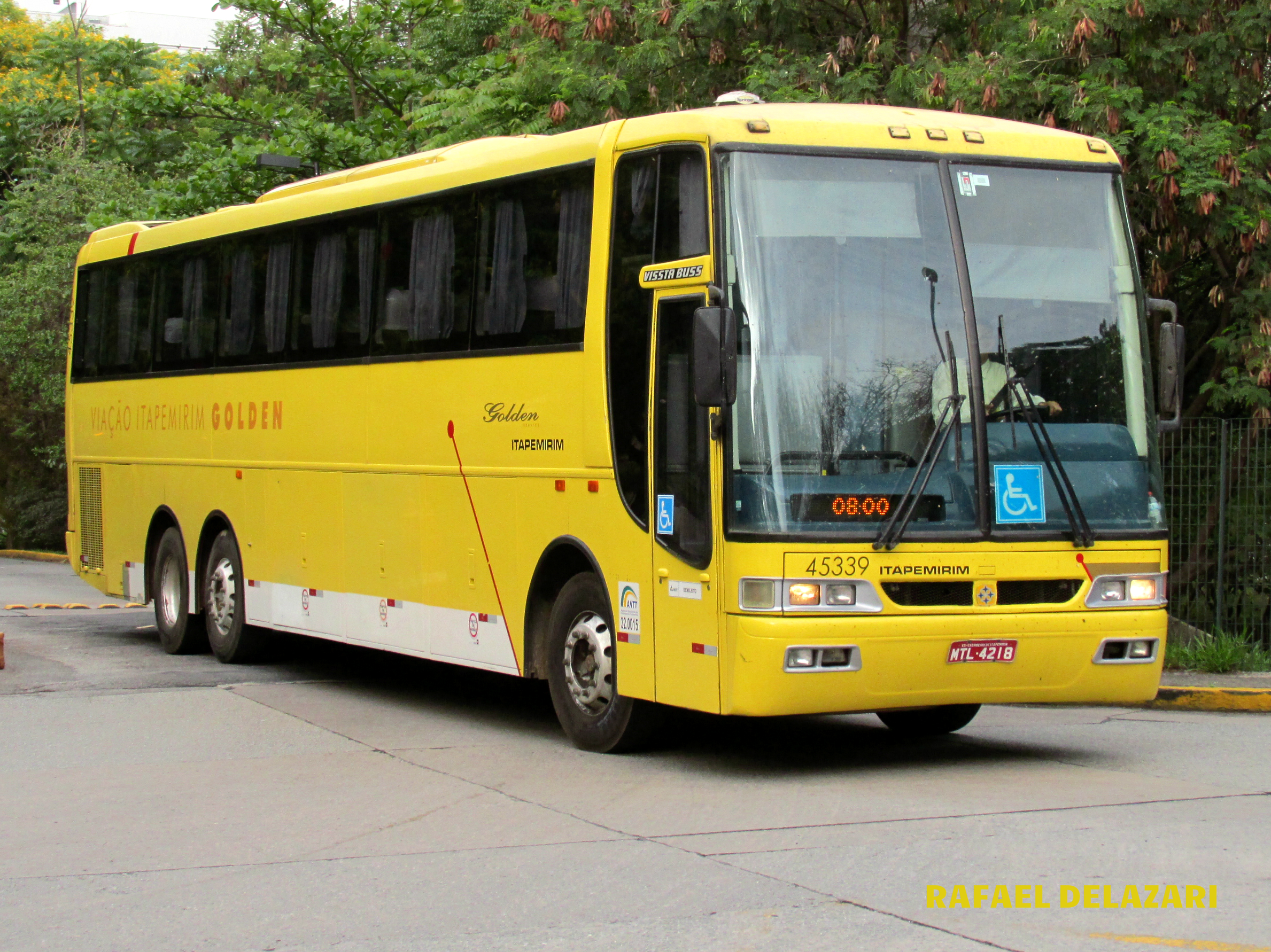
Os Busscar serviço Golden tinha 38 poltronas semileito

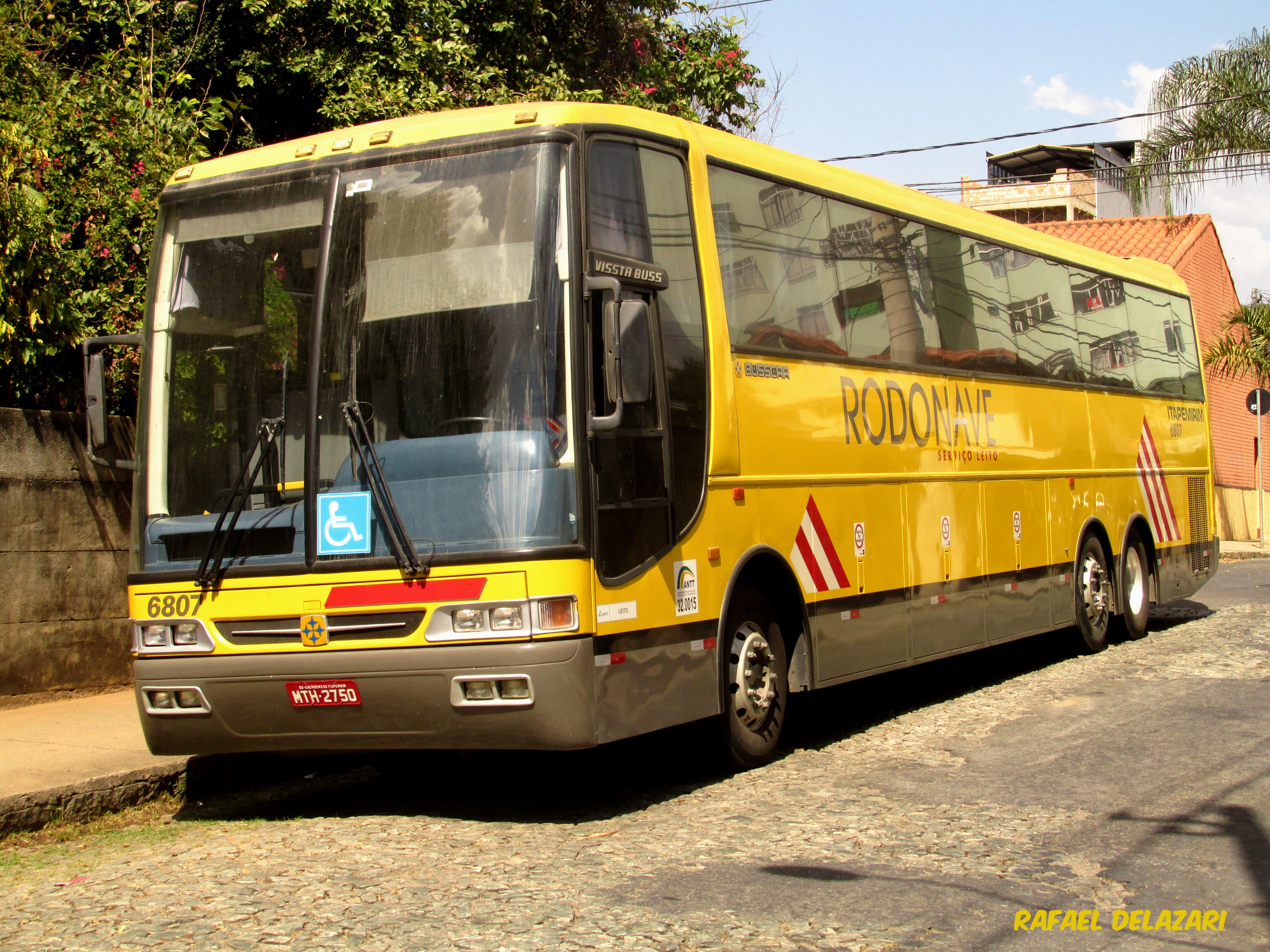
Os Rodonaves tinham 26 poltronas

No ano seguinte, o serviço leito Rodonave também foi reforçado com aquisições de veículos da marca Busscar na configuração leito. Ainda na época, a Itapemirim apresenta o Cinebus, o primeiro ônibus a possuir um telão a bordo, para exibição de dois filmes durante as viagens.

### Declínio
Nos anos 2000, a Viação Itapemirim consegue manter um ritmo considerado de crescimento se mantendo firme no mercado de transportes no Brasil. Contudo, a concorrência cresce, com destaque para sua maior rival Gontijo que em 2003, adquire a São Geraldo. A empresa passaria a enfrentar diversas outras dificuldades na segunda metade da década. Apesar disso, a empresa inicia aquisições de veículos da marca Marcopolo modelo Paraíso 1200 G6 com e sem ar condicionado sendo vários com chassis reencarroçado.
Em 2008, morre a esposa de Camilo Cola, Ignêz Massad Cola, originando uma disputa judicial entre alguns herdeiros. Nessa mesma época, a empresa já acumulava uma dívida de 200 milhões de reais e amargava uma considerável queda nas vendas de suas passagens entre os anos de 2005 e 2006. Com a crise, a empresa não consegue adquirir novos ônibus, chegando a operar veículos com mais de 10 anos de uso na maioria de suas linhas.

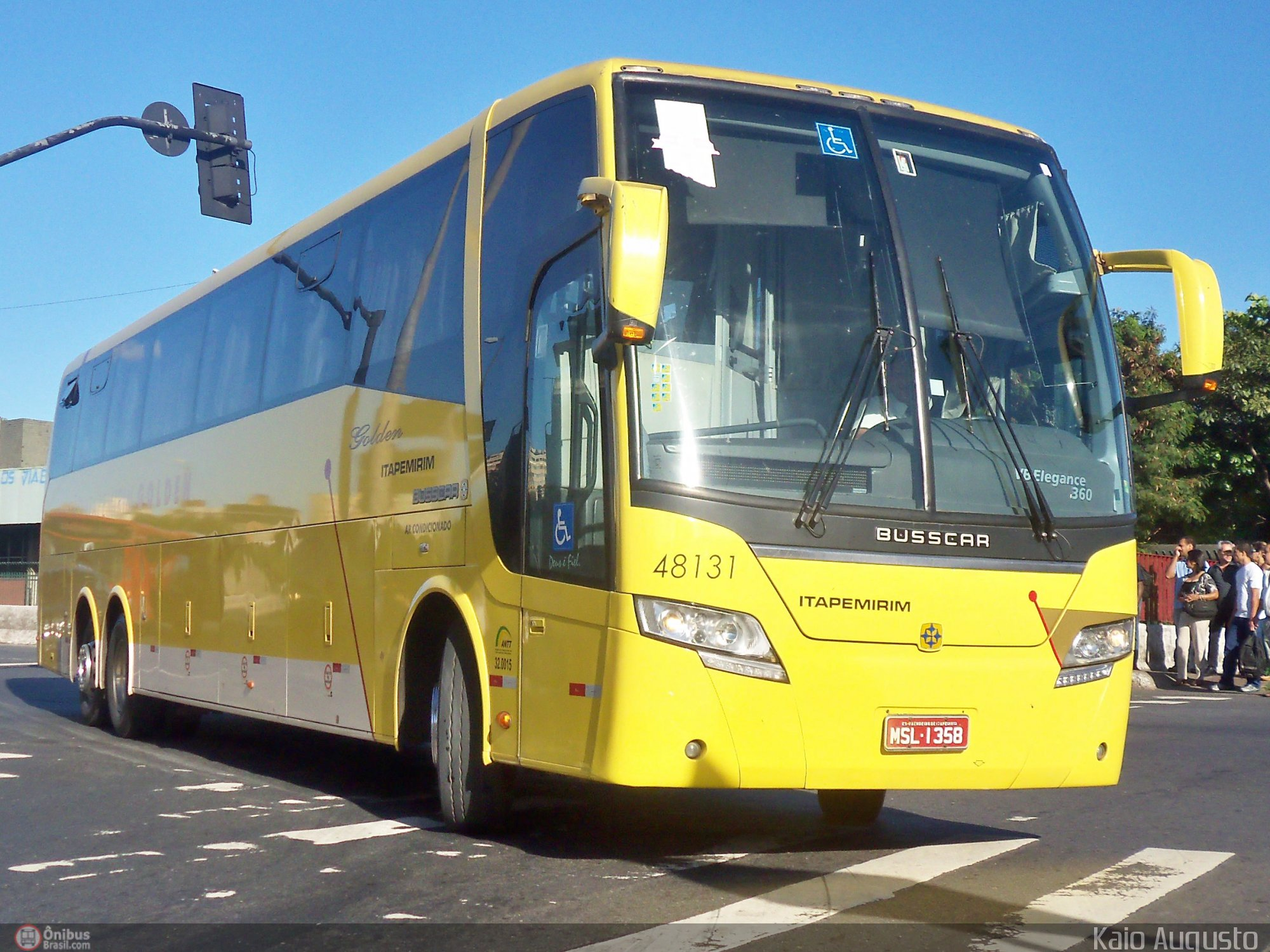
A empresa chegou a contar com uma frota de 18 Busscar Elegance 360, que foi parte do pagamento do Grupo Comporte com a venda da Penha para Nenê Constantino

Ainda em 2008, a empresa, sob um empréstimo de US$ 33 milhões do BNDES, constrói dois terminais de cargas nas cidades de São Paulo e no Rio, contudo a empresa vê o negócio ir mal quando a demanda cai para muito abaixo do esperado. Buscando se reestruturar, a Itapemirim vende uma garagem em Brasília por R$ 25 milhões. Posteriormente a empresa também decidiu vender mais dois terminais de cargas em São Paulo e no Rio de Janeiro por R$ 72 milhões e ainda vende a Empresa Nossa Senhora da Penha, que era pertencente a Camilo Cola desde 1973, para o Grupo Comporte, de Nenê Constantino, e parte do pagamento foi em 40 chassis Volvo, uma novidade na empresa que, até então, nunca teve chassis Volvo, os chassis foram mandados para a Busscar, que encarroçou 22 chassis em Jumbuss 380, e 18 em Vissta Buss Elegance 360.

### Recuperação judicial
No ano de 2015, o grupo decide vender 40% de sua frota de veículos e transfere diversas linhas para a Viação Kaissara. Com isso, a Itapemirim passa a operar 50 linhas que equivalem a 43% da fatia de mercado em que atuava antes da venda. Na época, o diretor de operações da empresa, Marcos Poltronieri, negou que a empresa estivesse em um eventual "processo de falência", mas admitiu que o número de passageiros caiu nos últimos anos até então; ele ainda afirmou que a má fase da empresa se devia a crise financeira que o país sofria na época e que outras grandes concorrentes da Itapemirim também estavam sofrendo com a situação. No dia 7 de março de 2016, a Viação Itapemirim entrou com um pedido de recuperação judicial diante do agravamento de sua crise, com dívidas já ultrapassando R$ 300 milhões onde boa parte incluem-se dívidas trabalhistas. O pedido foi aceito pela 13º Vara Cível Especializada Empresarial de Vitória no dia 21 de março e com isso a empresa recebeu um prazo de 60 dias para apresentar um plano de recuperação. Porém irregularidades apontadas pela justiça, culminaram na inclusão da Viação Kaissara (do mesmo grupo) também no processo. No fim de 2016, é anunciada a venda de sete empresas do grupo a um outro do ramo de transporte de cargas bem como a fusão das viações Itapemirim e Kaissara (também vendida), desta forma retomando as linhas e vários ônibus que foram repassados anteriormente além da aquisição de 50 veículos vindos da Cometa. 
Em janeiro de 2017 (já com o novo administrador, Sidnei Piva de Jesus), é firmado um consórcio envolvendo as viações Itapemirim, Kaissara, Transbrasiliana e Rápido Marajó visando a competitividade no transporte rodoviário de passageiros. Contudo, o mesmo acabou desfeito com as saídas da Transbrasiliana e da Rápido Marajó.  No fim de 2017 o Grupo JSL, que locava os ônibus pra Itapemirim e Kaissara, entrou em ação judicial de reintegração de posse contra a ITA, recolheu grande parte da frota da empresa alegando falta de pagamento do aluguel e com isso acabou recorrendo a veículos de outras empresas para suprir a demanda das festas de fim de ano. A Policia, inclusive, foi chamada para este pedido de reintegração de posse. Mais de 170 veículos alugados pela holding foram devolvidos ao lessor.  No começo de 2018, 5 veículos da frota da empresa foram apreendidos em fiscalizações da PRF por estarem com as documentações vencidas e com isso reativando alguns modelos antigos como os Vissta Buss 1999 para suprir a demanda. Em março, mais 5 veículos foram apreendidos pelo mesmo motivo. No fim de 2018, a empresa recorreu novamente a veículos de outras empresas para suprir a demanda das festas de fim de ano e a alta temporada de janeiro . Em 2019, a linha São Paulo x Curitiba passa a ter veículos da Viação Garcia rodando a serviço da empresa. Em maio, a justiça homologa o plano de recuperação judicial da empresa em que consiste num leilão de bens do grupo - chamados de UPIs (Unidades de Produção Individual) para pagar as dívidas que aproximam se de R$ 400 milhões num prazo de 12 meses. Caso o dinheiro não for o suficiente para quitar essas dívidas, serão leiloadas as linhas de ônibus da empresa, o que representam 50% das operações da empresa. Pela proposta original do novo plano, as linhas seriam divididas em dois lotes de UPIs: Centro-Sul e Complementares. Na modificação que foi aprovada, elas seriam divididas em 4 lotes de UPIs: 3 por região e 1 entre as remanescentes. As aquisições das linhas teriam de obedecer os critérios da ANTT. Ainda em maio, dois DDs 0km da Marcopolo (new G7) começaram a rodar na linha São Paulo x Rio sendo os primeiros equipados com acessibilidade na empresa. No segundo semestre, a empresa encerra a parceria com a Garcia e retoma as operações da linha São Paulo x Curitiba e mais veículos são integrados a empresa, entre eles dois Busscar Vissta Buss DD com chassi Mercedes-Benz O500RSDD 8x2.
Ainda em 2019, o Tribunal de Justiça de São Paulo ordenou a destituição de Camila de Souza Valdívia, então uma das donas da ITA do cargo, por conta de supostas irregularidades na condução da recuperação judicial da empresa. Por ordens de Piva, toda a diretoria nomeada por Valdívia havia sido demitida dos cargos. Entretanto, Sidnei comprou a parte societária da antiga dona Camila por R$ 4,7 milhões tornando-se único dono da empresa. Tal ato, foi questionado pelo Ministério Público, já que a holding estava em recuperação judicial.
Segundo seu site oficial, a Itapemirim transporta 3,2 milhões de pessoas por ano, sendo uma das mais usadas pelos brasileiros. Ainda segundo o site, a Viação atende mais de 2 000 localidades pelo país em 22 estados brasileiros, cobrindo 70% do território nacional percorrendo 120 milhões de quilômetros por ano.
Em dezembro de 2021, a ANTT chegou a autorizar o Grupo a suprimir 28 linhas sendo 16 linhas e 73 mercados da Itapemirim e 12 linhas e 52 mercados da Kaissara. Dentre os destinos que a empresa deixaria de atender estavam as ligações de Recife/PE para Barra do Garças/MT, Rio de Janeiro/RJ, São Paulo/SP, Curitiba e Foz do Iguaçu no PR, de Maceió/AL para Brasília-DF e Caldas Novas/GO, de Cachoeiro de Itapemirim/ES para Campos dos Goytacazes/RJ, de Feira de Santana/BA para Fortaleza/CE dentre outros destinos. Segundo o Grupo, a medida fazia parte de uma reestruturação em que visava diminuir custos e aumentar resultados em rotas de longa distância. No entanto, no dia 27 de janeiro de 2022, após tratativas com a empresa, a ANTT cancelou o pedido de supressão dessas linhas que vigoraria no dia em questão e as mesmas por ora continuam ativas.
Em 19 de abril de 2022, a Justiça bloqueou bens de Sidnei Piva de Jesus, da esposa dele e de outras pessoas, além de empresas do grupo. A decisão também questiona a venda da ITA Transportes Aéreos a uma empresa de consultoria por simbólicos R$ 30 milhões. A empresa que a adquiriu, possui um capital social declarado de apenas R$ 100 mil. Um prazo de 48 horas foi expedido para que o grupo apresente um aditivo, caso contrário, a empresa poderia falir por decisão judicial.
Em 15 de julho de 2022, uma petição foi expedida pela EXM Partners, empresa nomeada para recuperação judicial da empresa, pedindo à Justiça que decrete a falência da Viação Itapemirim sob justificativa de que as empresas do grupo não tem condições de se recuperarem, que as atividades existentes não justificam a preservação da empresa e de que não cumprem mais uma função social, visto a saúde financeira debilitada, incluindo a impossibilidade de pagar seus fornecedores, assim como a folha salarial. Na ata a administradora vê como vantajosa as propostas da Ricco Transportes em arrendar linhas e imóveis. Anteriormente a empresa não viu como vantajoso o interesse da Transconsult em retomar as operações do grupo. Além da Ricco Transportes, a Viação Garcia e a Suzantur também demonstraram interesse em arrendar linhas e imóveis.

### Processos judiciais entre a Família Cola e a sociedade Piva-Milton-Valdívia
Durante a venda da Itaperimim enquanto estava vivo, Camilo Cola havia dito em entrevista à imprensa que a empresa havia sido vendida a Sidnei Piva de Jesus, Milton Rodrigues Junior (então dono da Transportes Dalçoquio) e Camila de Souza Valdívia, mas as operações da Caiçara (Kaissara) seriam operadas pela Família Cola.
Entretanto, o que a família Cola não contava era que as operações da Viação Kaissara também estavam atreladas ao Grupo Itapemirim e esta cisão não poderia ser feita sem decisão judicial sobre a recuperação judicial da empresa (Retratado na aba acima). O então dono da ITA foi investigado por transferir linhas para a Caiçara de maneira irregular.
Mas, segundo Cola, a informação de que a empresa havia sido vendida era mentirosa e acusou a nova gestão de golpe. Eles, segundo a Família Cola, haviam sido contratados apenas para intermediar negociações sobre a recuperação judicial não a compra total do Grupo Itapemirim. Cola também acusou na época, o então diretor da empresa Anísio Fioresi e o advogado e ex-juiz Rômulo Silveira por "quebra de confiança". Ainda segundo o ex-dono, a motivação para a recuperação da empresa seria fachada para que os novos então donos ficassem com a parte saudável e a Família Cola com a parte contaminada da holding. Os então novos donos, processaram a Familia Cola na Justiça.

### Suspensão das linhas
Em 20 de abril de 2022, a Agência Nacional de Transportes Terrestres (ANTT) suspendeu de forma cautelar todas as linhas que pertencem a empresa até que seja cadastrada frota compatível com as linhas a serem reativadas, num prazo de 30 dias. A decisão foi baseada na inadequação da frota, e de seu envelhecimento. Muitos dos veículos que a empresa tinha foram sucateados, vendidos ou devolvidos as empresas de leasing. A decisão não afetou as passagens compradas até 30 dias antes desta data, porém a empresa não poderá vender novos bilhetes.
Em 28 de julho de 2022, a ANTT suspendeu todas as linhas da Viação Kaissara, empresa do Grupo Itapemirim, a empresa poderá operar por até 30 dias para suprir a demanda das passagens já vendidas.

### O fim da empresa
A EXM Partners, que administra a recuperação judicial do Grupo Itapemirim, anunciou que não havia mais condições de a holding retornar as atividades, devido aos escândalos envolvendo a nova sociedade da empresa desde que o empresário Sidnei Piva de Jesus a adquiriu em 2017; quando a família Cola vendeu o grupo. Os supostos desvios do pagamento das dívidas, que chegaram a R$ 40 milhões para a constituição da ITA Transportes Aéreos, culminaram para aumentar ainda mais a crise. O Tribunal de Justiça de São Paulo acatou o pedido em primeira instância e decretou a falência. No entanto, os credores e ex-funcionários da empresa devem recorrer argumentando que ocorreram supostos privilégios para a Suzantur.

### Massa falida e Suzantur
Depois de perderem o recurso em primeira instância, a massa falida do Grupo Itapemirim foi entregue para a empresa Transportadora Turística Suzano (Suzantur) em um prazo de doze meses prorrogáveis por mais doze. Atualmente a Suzantur opera ônibus urbanos em Mauá, Ribeirão Pires, Santo André e Diadema. A ANTT questionou que a empresa não teria condições de atender as linhas adquiridas, nem possuía o Termo de Autorização de Serviços Regulares (TAR) para operar tais serviços. A empresa rebateu, afirmando que possui o TAR com prazo de vencimento para 2025 e criticou o órgão por causa de supostas interferências no arrendamento das linhas da massa falida. A Viação Garcia também tinha interesse pelas linhas e foi à Justiça contra a Suzantur por também considerar que a empresa não teria tais condições de operação de linhas interestaduais e considerou que suas propostas eram muito melhores.
No entanto, a EXM, administradora da falência do Grupo Itapemirim entrou na 1° Vara de Falências e Recuperações Judiciais para que a ANTT cumpra de forma imediata a determinação judicial que autorizava a Suzantur a arrendar durante 1 ano toda a estrutura da massa falida do Grupo. A Vara de Falências atendeu o pedido da EXM e deu um prazo de 48 horas para que a ANTT cumprisse a decisão judicial e ainda proibiu a autarquia de cancelar as linhas e que as licenças operacionais de Itapemirim e Kaissara devam valer para a Suzantur por arrendamento. A autarquia, em cumprimento à decisão judicial, se reuniu com a Suzantur e começou os trâmites para o início das operações das linhas e retirou de pauta o cancelamento das linhas da Kaissara.
Em 28 de fevereiro de 2023, a ANTT recorreu da decisão no Tribunal Regional Federal da Terceira Região (TRF-3), argumentando supostas interferências do Poder Judiciário em atos administrativos. Para a agência, a Suzantur apesar de ter o TAR, não possui a Licença Operacional (LOP) para garantir o mínimo de serviços prestados anteriormente pela Itapemirim, já que a holding faliu e, consequentemente, teve a licença operacional cancelada automaticamente impedindo assim a Suzantur administrá-las. O órgão ainda sustenta que as linhas operadas por Itapemirim e Kaissara não deveriam ser repassadas por decreto judicial para a Suzantur, menos ainda possuí-las pois segundo a autarquia, as linhas pertencem ao Estado, não às autorizatárias. A Viação Garcia, em mais um despacho judicial, voltou a acusar a Suzantur de não possuir condições de operar todas as linhas e acusou a empresa de crime falimentar, ao sustentar "o requerimento imediato da concessão de autorização da gestão das linhas da Kaissara, pois houve prejuízos aos credores da massa falida além da demora do retorno das atividades pela Transportadora Turística Suzano". Segundo a Garcia, a empresa teria condições de pagar os credores antecipadamente e imediatamente após sua aquisição. A Suzantur rebateu as reclamações da sua concorrente e a acusou de mentir no processo. Para a empresa, "As alegações da Viação Garcia são falaciosas, pois a Suzano, cumpriu, cumpre e cumprirá todas as determinações da Agência Nacional de Transportes Terrestres para a operação das linhas adquiridas". Ainda segundo a Suzantur, "A empresa na ANTT é 'Nível III', categoria máxima de credenciamento de qualquer empresa de ônibus, o que a habilita de operar os serviços". Devido a sucessivas derrotas na Justiça, a Viação Garcia desistiu de querer operar as linhas que agora pertencem a Nova Itapemirim.
Em ofício, a ANTT permitiu que a Suzantur operasse 4 dos 73 destinos que pertenciam a viação Kaissara, no entanto proibiu a empresa de utilizar a marca Itapemirim nestas linhas, sob pena de ato administrativo. Na decisão, o órgão ainda ressaltou que a decisão judicial que entregou a massa falida, não permite a fusão das duas empresas arrendatárias à Suzantur. A primeira viagem da viação Kaissara, sob administração da Suzantur, foi feita na madrugada de 4 de março de 2023 saindo do terminal rodoviário do Tietê em um Marcopolo Paradiso New G7 na ligação entre São Paulo e Curitiba. Posteriormente a Suzantur voltou a operar as ligações entre São Paulo e Rio de Janeiro, entre Vitória e Rio de Janeiro e entre Vitória e São Paulo. Atualmente outras ligações das antigas empresas vêm sendo retomadas gradativamente ao mesmo tempo em que constituiu a marca Nova Itapemirim.

### Leilão de bens
Em 2019 dois imóveis da holding foram vendidos. Um hotel, cujo lance vencedor foi de R$ 15 milhões e outros dois terrenos, por R$ 7 milhões e R$ 10,3 milhões nos municípios de Viana, Vitória da Conquista e Camacã respectivamente.
Em 2024, o Tribunal de Justiça de São Paulo decidiu arrematar os bens do grupo Itapemirim para tentar pagar os credores, ex-funcionários e empresas cujo débito estimado chega a R$ 2,2 bilhões. A venda da principal garagem da Itapemirim, em Cachoeiro de Itapemirim, no Espírito Santo foi arrematada em mais de R$ 56 milhões, mas o novo aquisidor não quis ser identificado. A Suzantur, pegou no leilão 12 ônibus sendo 7 históricos da era de ouro da empresa. Entre eles, estão 4 ônibus fabricados pela própria Itapemirim: dois Tecnobus Tribus II de 1983, um Tribus III que era usado como laboratório de sono móvel e o Tecnobus ColaBus, fabricado em homenagem aos 50 anos de Itapemirim e 80 anos de Camilo Cola. A ideia, segundo a Suzantur, é preservar a história da empresa, desde a sua fundação.

### Recursos da ANTT, Viação Águia Branca e Sidnei Piva ao STJ
A Agência Nacional de Transportes Terrestres pretendia federalizar o caso Itapemirim ao Superior Tribunal de Justiça (STJ) por, segundo a agência, haver inconsistências nas decisões feitas por juízes e magistrados nas instâncias inferiores, pedindo a suspensão imediata do arrendamento das empresas à Suzantur. Além de as linhas de ônibus, segundo a autarquia pertencerem a União, daí a federalização do caso. Mas a Procuradoria-Geral da República rejeitou a denúncia, pois segundo o órgão, não há novos fatos que contestem as decisões já tomadas pelas instâncias inferiores. Entretanto, o ex-dono da ITA Sidnei Piva também foi ao STJ para mover processo contra a Suzantur em tentar reverter a falência do Grupo Itapemirim e recuperar suas operações.
Em 8 de março de 2024, o ministro Humberto Martins, do STJ, acatou o pedido da banca de advogados contratada por Piva e suspendeu o leilão de bens feito dias antes, entretanto o Diário Oficial só divulgou a decisão 3 dias depois. Para o ministro, além de o evento não garantir o pagamento pleno das dívidas do grupo, há indícios de falhas nas instâncias inferiores ao conduzirem o processo de falência da holding, além de haver "ameaças quase irreversíveis do pagamento de ativos aos credores da empresa". Sidnei Piva, também recorreu da decisão da falência do grupo no Tribunal de Justiça de São Paulo, através de embargos de declaração em 2 de maio de 2024. Para Piva, o arrendamento das empresas Itapemirim e Kaissara à Suzantur não deveria ser feita por decisão judicial, pois assim como a ANTT e o Grupo Garcia sustentavam em seus recursos, é o Estado que controla as linhas de ônibus, não as autorizatárias. E por esta condição, os itinerários deveriam ser extintos imediatamente. Meses antes, a Suzantur pediu a prorrogação por mais 12 meses do arrendamento das empresas para pagar credores, dívidas trabalhistas e precatórios. A EXM Partners, também apoiou, argumentando que a empresa de Suzano cumpriu o despacho judicial e que até janeiro de 2024, segundo balanço da empresa de consultoria, a arrecadação chegou a R$ 97 milhões de receita líquida e R$94 milhões de receita bruta para o pagamento das dívidas da holding. O pedido foi acatado pela Justiça e a Suzantur poderá operar o arrendamento até 30 de abril de 2025. No despacho apresentado por Piva, a Suzantur rebateu as acusações do ex-dono da ITA, argumentando que comprou 90 ônibus de fábrica além de outros 72 seminovos, conseguiu arrecadar em 2023 o mesmo valor de 2019 quando a empresa era de Piva, e transportou até meio milhão de passageiros desde a entrega do arrendamento. Além disso, segundo a empresa, garagens foram adquiridas e guichês foram restaurados e que a Piva Consulting (empresa pertencente ao ex-dono da ITA) só apresentou recursos mais de 1 ano e meio depois da falência da holding. A Viação Águia Branca, também tentou no STJ reverter o arrendamento das empresas à viação paulista, mas o ministro Humberto Martins rejeitou o recurso de urgência. A EXM Partners recorreu à terceira instância da decisão feita, pois segundo a empresa de consultoria, as declarações da Piva Consulting de que "as arrecadações dos valores dos leilões de bens foram abaixo do valores de mercado" não se sustentavam. Humberto Martins, ministro do STJ e relator do caso suspendeu a própria decisão feita antes, ao vetar as vendas dos bens da holding e argumentou na decisão judicial que a empresa não tinha mais condições de se reerguer. 

### Suzantur x Grupo Comporte
A Suzantur e a falida Itapemirim têm um histórico de interesses com o Grupo Comporte, de Nenê Constantino, pois a divisão de turismo da empresa de Suzano foi adquirida pelo grupo. Assim como a empresa Expresso Nossa Senhora da Penha, que pertencia a ITA, mas Cola a vendeu para o grupo nos anos 70. Porém, as alianças foram encerradas após a Nova Itapemirim acusar as empresas Nossa Senhora da Penha e a Expresso União de concorrência predatória e por atrapalharem as linhas da empresa arrendatária. Suzantur foi à Justiça e conseguiu barrar as operações das duas empresas do Comporte momentaneamente.
Mas em 5 de junho de 2024, o Comporte e a ANTT recorreram da decisão em segunda instância e as nove linhas barradas voltaram a operar normalmente.  A EXM Partners e a Suzantur até recorreram do processo em segunda instância. Para as duas, os prejuízos das linhas criadas pela ANTT e operadas pelo Comporte atrapalhariam a aquisição de dinheiro para pagar credores da massa falida, cujos prejuizos estimados eram de R$ 115 milhões e a dívida total, seria acrescida em R$ 1,1 bilhão em 12 meses.  Mas o pedido foi rejeitado, e o desembargador Azuma Nishi disse que as alegações dadas pelas duas eram genéricas e que a concorrência pelos serviços era necessária. 
O Comporte, em parceria com a Águia Branca e a RioDoce (Esta empresa até havia entrado no processo bem depois, em 2023, mas desistiu) , pediram o fim do arrendamento da Suzantur em setembro de 2024 pela Justiça. Para o Comporte, que utilizou as mesmas alegações da ANTT, Sidnei Piva, Viação Garcia e o Ministério Público de São Paulo, a Suzantur não tem competência para operar todas as linhas arrendadas e afirmou que o percentual de circulação das mesmas é baixo. O grupo também criticou a vantagem no leilão que dá a empresa paulista 50% de preferência. 
Após o informe do Comporte em pegar o arrendamento da Suzantur judicialmente através da União, cujo valor informado de pagamento mensal é de R$ 1 milhão por mês, a associação de credores da ITA, pediram que a Justiça aceitasse a proposta, mesmo que isto aumentasse bastante a dívida interna da falida holding.  
Entretanto, a Águia Branca aumentou a proposta para R$ 1,2 milhão por mês para todas as operações por 2 anos.  Isso não durou muito tempo pois em nova investida, o Comporte aumentou a proposta de arrendamento para R$ 1,5 milhão também por 2 anos. 
Em 1 de outubro de 2024, o Comporte apresentou um despacho judicial exigindo que um novo arrendamento e o fim das operações da Suzantur fosse feito em 3 dias mas o pedido foi rejeitado pela justiça no dia 19 do mesmo mês definindo que o prazo do fim do arrendamento é 27 de fevereiro de 2025. 
A Nova Itapemirim acusou o Comporte e a Águia Branca de quererem "destruir" a empresa e causarem tumulto. Segundo a empresa paulista, somente depois da retomada das linhas, as empresas fazem propostas milionárias, mas que durante o período de concorrência feita em 2022 não participaram. A empresa ainda rebateu as concorrentes, dizendo que não descumpriu nada do que foi feito no contrato de arrendamento.  O Comporte rebateu e acusou a Suzantur de má-fé em mais um despacho judicial.  E em 11 de janeiro de 2025, o grupo de Nenê Constantino entrou com outra ação pedindo que a empresa de Brioligato não venda mais passagens a partir de 27 de fevereiro de 2025, quando o arrenamento acaba. 

## Retorno ao setor aéreo
Visando expandir sua atuação no mercado, a Itapemirim anuncia o retorno ao setor aéreo depois de mais de 20 anos ausente. A primeira tentativa foi na década de 90 com a Itapemirim Cargo, que por uma série de questões teve uma vida curta. A ITA Transportes Aéreos recebeu no dia 30 de abril de 2021 a autorização da Agência Nacional de Aviação Civil (ANAC) para atuar no mercado de transporte aéreo de passageiros, um tempo curto de menos de 1 ano após anunciar sua volta ao setor. A ANAC suspendeu as operações aéreas da marca em 17 de dezembro de 2021, e depois as cassou em 5 de maio de 2022.

## Readequação da marca
Visando tornar-se uma marca mais atualizada e aproximar-se cada vez mais da divisão aérea, a Itapemirim ônibus também é chamada de "Ita" constantemente em materiais de divulgação em suas redes sociais.

## Frota

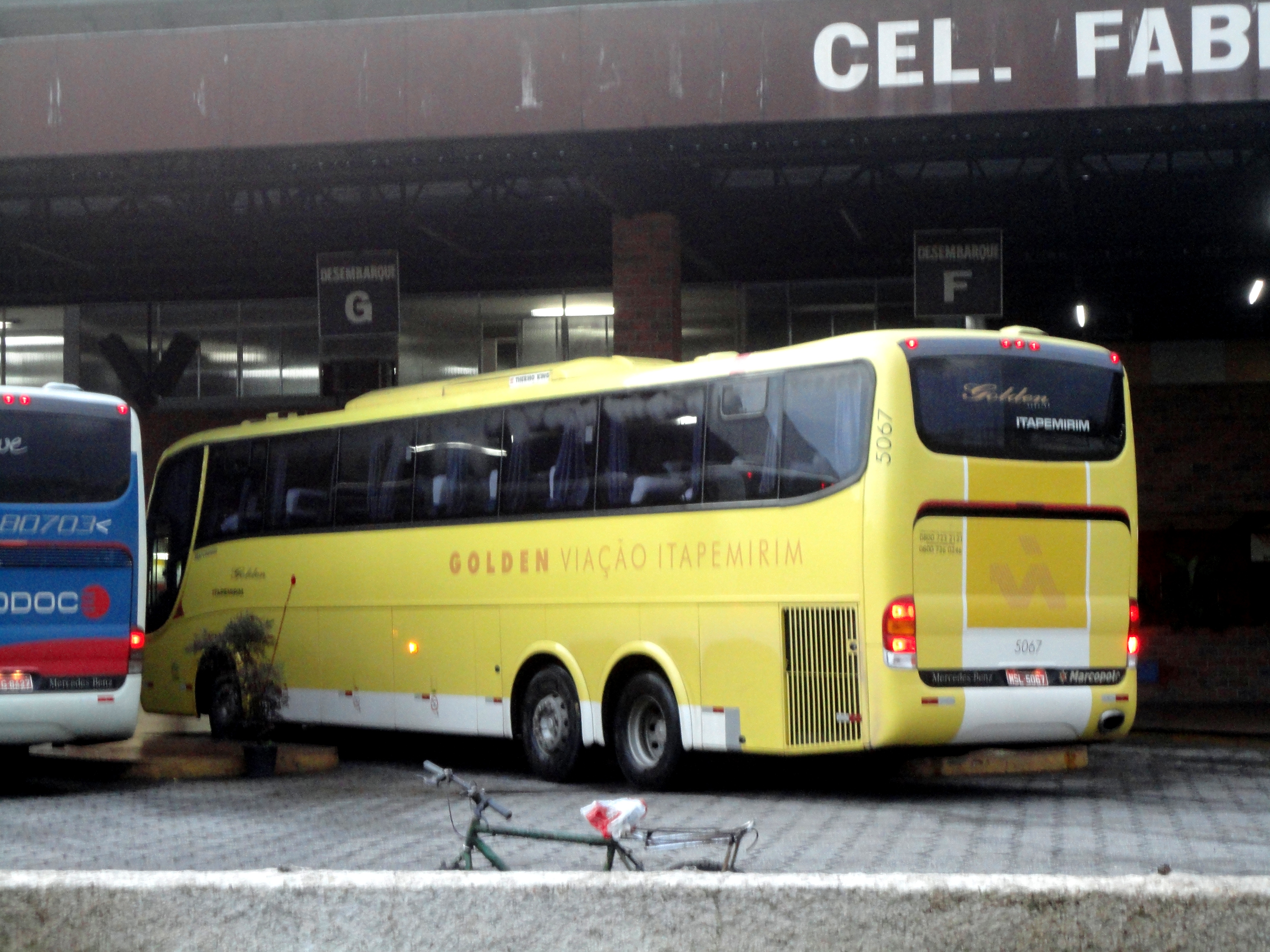
Paradiso G6 1200 do Serviço Golden no Terminal Rodoviário de Coronel Fabriciano em 2010

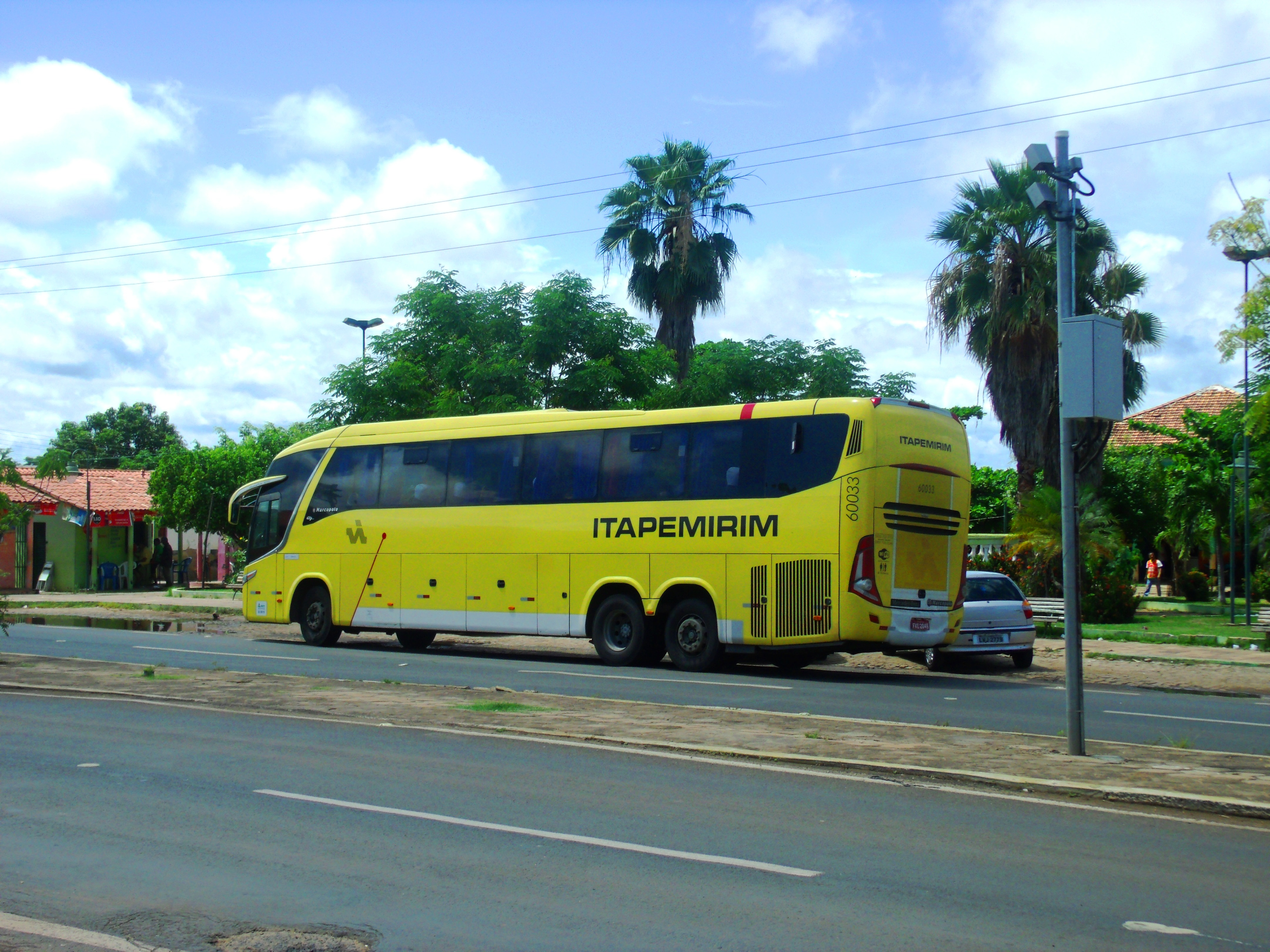
Marcopolo Paradiso G7 da Viação Itapemirim passando pela cidade de Capitão de Campos, no Piauí, 2018

Sua frota de ônibus foi composta pelos serviços: convencional (Tribus, Climm, Bombon - sendo este um serviço que oferece a qualidade dos serviços da Itapemirim com tarifas até 20% inferiores ao do serviço convencional, criado para competir com os clandestinos - e Starbus - serviço inicialmente executivo da empresa e que atualmente encontra-se extinto e os veículos em operação convencional), Semi-leito (Golden), Rodonave (Leito) e Dreambus (Misto de Executivo com Leito) aproximadamente 1 200 veículos, em carrocerias Busscar, Marcopolo e Tecnobus (esta última pertencente ao próprio Grupo Itapemirim) todos caracterizados pela cor amarela, de fácil identificação.
A viação sempre ficou conhecida pela qualidade de seus serviços prestados. Esse fato passou a ser contestado com o reencarroçamento de vários veículos antigos, tendo tido carros circulando com chassis fabricados há 25 anos. Exemplo disso é o carro 5813, um Marcopolo Paradiso G6 com chassi O-400RSD que pertenceu ao Starbus 40229, fabricado em 1994, que envolveu-se em terrível acidente em 21 de fevereiro de 2004. O ônibus caiu em um açude com a terrível morte de 42 pessoas confinadas e afogadas. Mesmo assim, a Itapemirim dizia renovar sua frota de tempos em tempos, com ônibus mais modernos e seguros. O diretor superintendente da companhia, Wilson Taranto, dizia que a empresa adquiria entre cerca de 100 e 150 ônibus novos todos os anos. No ano de 2014, por exemplo, a Viação realizou uma compra de veículos da encarroçadora Marcopolo - com carroceria modelo G7 1.200 (equipados com 2 banheiros, rede Wi-Fi, 4 tomadas para recarregar celular, tablet e notebook entre outros itens) e além disso ocorreram a locação de carros para atendimento a renovação da frota além de 7 veículos double-decker da Marcopolo modelos G6 e G7 caracterizados com pinturas retrô em homenagem 60 anos da empresa completados em 2013. Em 2017, vários modelos double-decker da Marcopolo foram adquiridos entre modelos 0km e seminovos, além de um DD seminovo da Busscar além de vários veículos seminovos do modelo G6 da Marcopolo do modelo G6 1200 e 1550 LD. Em 2018, veículos G7 1050 e DD 1800 da Marcopolo e o vo Vissta Buss DD da Busscar passaram a integrar a frota da empresa. Em 2019, dois DDs New G7 da Marcopolo também passaram a integrar a frota da empresa na linha São Paulo x Rio, sendo os primeiros da empresa equipados com acessibilidade. Outros DDs também passaram a equipar a frota da empresa entre modelos G7 e New G7 da Marcopolo e Vissta Buss DD da Busscar, um deles equipado com chassi Mercedes Benz O500 RSDD 8x2 de 15 metros. Entre meados e o fim de 2020, a empresa passou a ser equipada com mais veículos DD, entre modelos da Marcopolo (G7 e New G7 - sendo vários na Série Black) e Comil (modelos Campione Invictus DD 6x2 e 8x2 equipados com Volvo) e LD (Mercedes e Scania) também da Marcopolo, passando a levar a nomenclatura "Grupo Itapemirim".
Seus clássicos veículos Tribus Séries I, II e III foram aposentados e os da série IV, juntamente com os monobloco 0400 estão em fase de desativação gradual e posteriormente serão vendidos.
Alguns dos modelos de ônibus utilizados pela Viação Itapemirim[carece de fontes?]
- Busscar Elegance 360 / Volvo B12R - serviço Golden
- Busscar Jum Buss 380 / Volvo B12R - serviço Golden
- Busscar Panorâmico DD / Volvo B12R
- Busscar Vissta Buss / Mercedes-Benz O-400RSD - serviços Climm e Goldem
- Busscar Vissta Buss DD / Mercedes-Benz O-500 RSDD 8x2
- Busscar Vissta Buss DD / Scania K440IB 6x2
- Busscar Vissta Buss HI / Mercedes-Benz O-500RSD - serviço Golden
- Busscar Vissta Buss HI / Tecnobus T.23 - serviço Climm
- Comil Campione Invictus HD / Scania K400IB
- Comil Campione Invictus DD / Volvo B420R
- Comil Campione Invictus DD / Volvo B450R
- Marcopolo Paradiso G6 1200 / Mercedes-Benz O-400RSD - serviço Golden
- Marcopolo Paradiso G6 1200 / Mercedes-Benz O-500RS - serviço Climm
- Marcopolo Paradiso G6 1200 / Mercedes-Benz O-500RSD - serviços Climm, Golden e Rodonave
- Marcopolo Paradiso G6 1800DD / Scania K420 - serviço Tribus e Rodonave
- Marcopolo Paradiso G7 1050 / Volvo B340R
- Marcopolo Paradiso G7 1200 / Mercedes-Benz O-500RSD Euro 5 - serviços Climm, Semileito e Rodonave
- Marcopolo Paradiso G7 1600LD / Mercedes-Benz O-500RSD Euro 5
- Marcopolo Paradiso 1600LD / Scania K400IB
- Marcopolo Paradiso G7 1800DD / Volvo B420R
- Marcopolo Paradiso G7 1800DD / Volvo B450R
- Marcopolo Paradiso New G7 1800DD / Volvo B420R
- Marcopolo Paradiso New G7 1800DD / Volvo B450R
- Marcopolo Paradiso G7 1800DD / Mercedes Benz O500 RSD Euro 5
- Marcopolo Paradiso G7 1800DD / Scania K440IB 8x2
- Marcopolo Paradiso G7 1800DD / Scania K360IB 8x2
- Marcopolo Paradiso G7 1800DD / Scania K420IB 6x2
- Marcopolo Paradiso New G7 1800DD / Scania K400IB 6x2
- Marcopolo Paradiso New G7 1800 DD / Scania K440IB 6x2

## Serviços

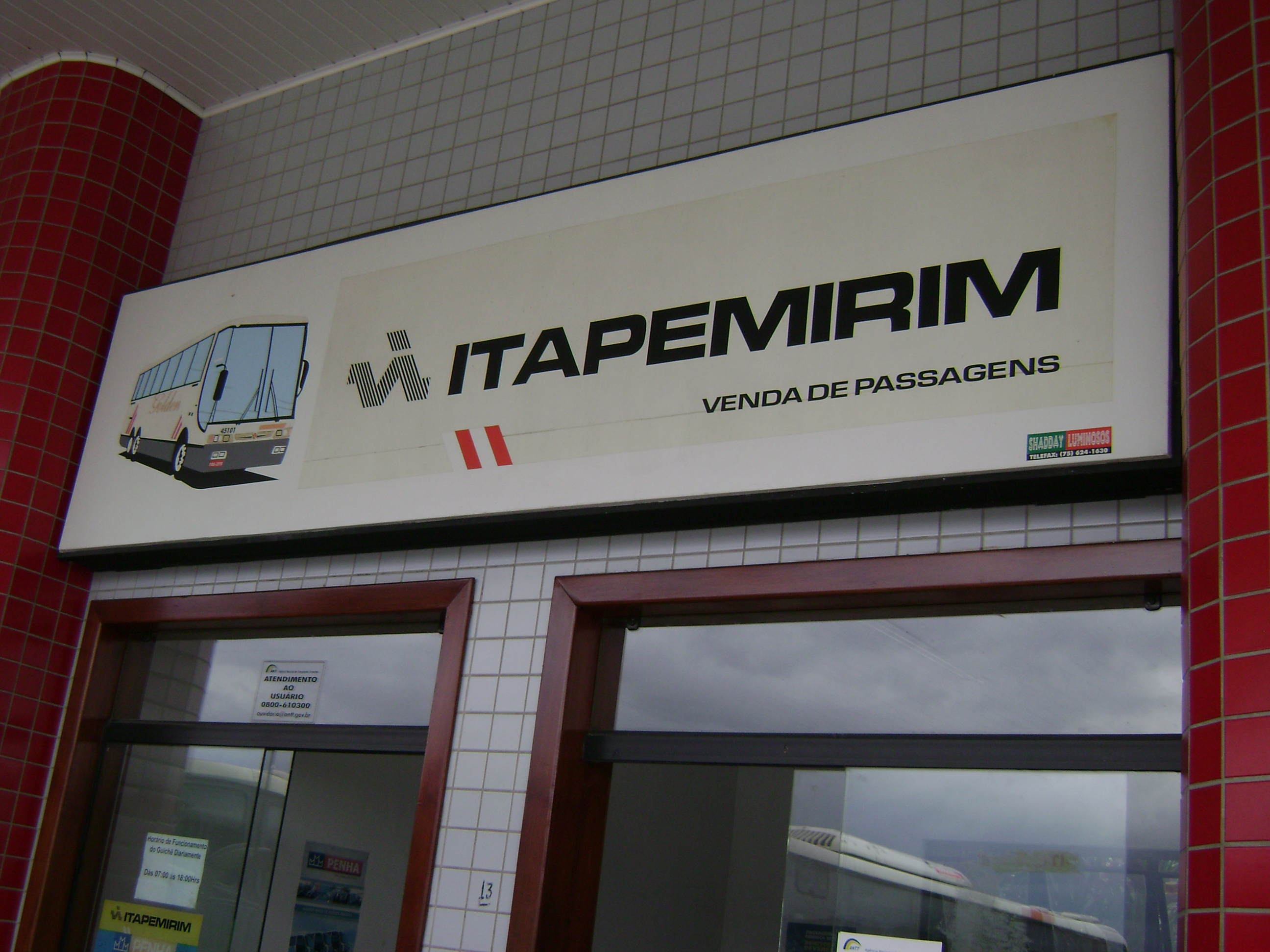
Guichê no terminal rodoviário de Jequié

Entre os serviços prestados pela empresa estão:
- Itex – Serviço de Encomendas Expressas, pequenos volumes transportados nos bagageiros dos ônibus. A encomenda é entregue na Rodoviária de origem e retirada na Rodoviária de destino, nas cidades atendidas pela empresa;
- Fretamento – Com filiais na maior parte do território nacional, a empresa atendia várias localidades com o serviço de fretamento;
- Mídia – O serviço de mídia é apresentado nos próprios veículos, internamente ou externamente, como: nas capas das poltronas, sacolas de bordo, kit lanche, capa de passagem, revista NaPoltrona, vídeo a bordo e o Stand Móvel – ônibus adaptado para reuniões, comemorações e outros eventos, o que possibilitava a empresa interessada no serviço contratá-lo de acordo com o público (região) alvo desejado.
- Transporte de passageiros – O trecho com maior número de viagens que a viação atendeu foi Rio de Janeiro–São Paulo e vice-versa, operado desde 1980, porém realizava viagens para quase todas as regiões do país.

## Estrutura
A Viação Itapemirim é de propriedade de um grupo homônimo, tendo sido formado por empresas que atuavam em diversos setores, como:
- Viação Itapemirim
- ITA Transportes Aéreos
- Viação Caiçara - posteriormente rebatizada de Kaissara (empresa rodoviária que opera linhas curtas)
- Rede Flecha (Hotelaria e Alimentação)
- Imobiliária Bianca
- Cola Pneus
- Itapemirim Transportadora
- Gráfica e Editora Itabira

A Viação Itapemirim também já teve em seu grupo algumas empresas, tais como:
- Tecnobus (fábrica de ônibus própria da Itapemirim)
- Marbrasa - Mármores e Granitos
- Fiat Cola (Concessionária Fiat)
- SAMADISA - São Mateus Diesel Serviços e Autos (Concessionária de caminhões)
- MC Massad Cola (Marketing e comunicação)
- Sossai Distribuidora de Veículos (Concessionária Toyota)
- Itapemirim Informática

## Responsabilidade ecológica
Recentemente a empresa também tem investido fortemente em frota ecológica, com carros que reduzem em até 90% a emissão de fumaças, 80% de gases que atingem o meio ambiente e 62% de óxido de nitrogênio, além de ônibus que emitem menos enxofre. A Itapemirim também realizou a plantação de 6 milhões de árvores, compensando a emissão de dióxido de carbono de seus veículos.

## Controvérsias

### Acidente com o ônibus 40229 da Itapemirim no ano de 2004

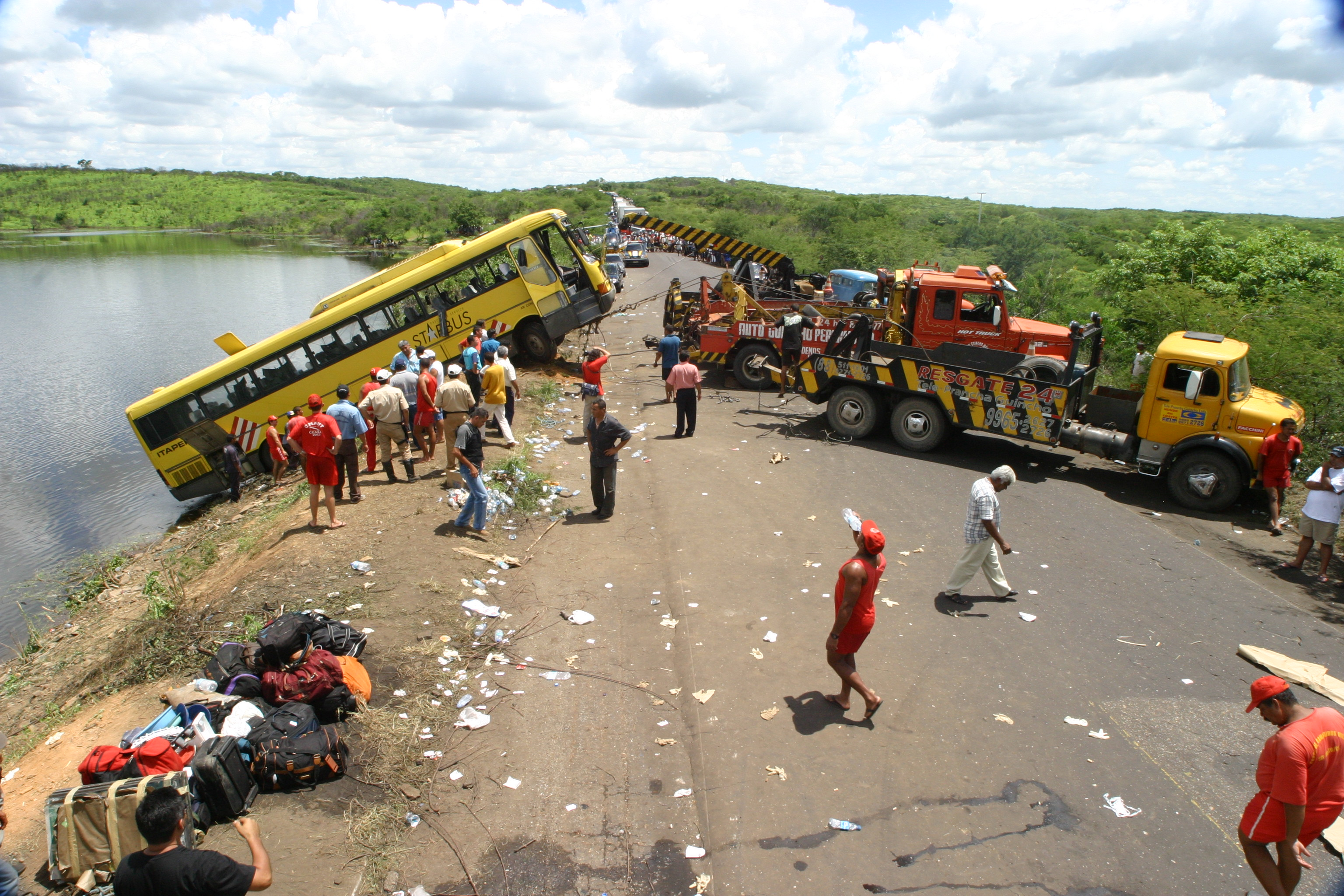
O trágico acidente de 2004 envolvendo o ônibus 40229 da Itapemirim foi um dos piores acidentes de ônibus da história do Brasil, vitimando 42 pessoas. Na imagem vemos o ônibus da empresa sendo retirado por guinchos do açude onde o veículo afundou

Por volta das 4 horas da manhã do dia 21 de fevereiro de 2004, um ônibus do serviço Starbus modelo Monobloco O-400RSD prefixo 40229 da Itapemirim caiu no Açude Cipó, próximo ao município de Barro, Ceará após o motorista perder o controle em um trecho da BR-116. O veículo realizava a linha Fortaleza-Salvador e levava 42 pessoas, ninguém sobreviveu. O fato de os vidros do ônibus serem lacrados devido o mesmo ser equipado com ar condicionado impediu que as vítimas conseguissem sair do veículo antes dele afundar no lago.
Uma testemunha que dirigia um carro pelo local no momento exato do acidente afirmou que chegou a ver o motorista conseguir quebrar o vidro da cabine do ônibus para sair, mas acabou ficando preso no suporte do espelho retrovisor e não conseguiu escapar. Até hoje deve-se mais clareza sobre as causas do acidente, mas a principal hipótese é de que o motorista teria dormido ao volante, uma vez que a mesma testemunha afirmou que o veículo estava trafegando numa velocidade baixa. A Itapemirim, em sua defesa, afirmou que o acidente teria sido causado pelo trecho irregular da estrada, alegando que a mesma estivesse em péssimas condições de tráfego. O episódio marcou negativamente a empresa por ter sido um dos piores acidentes rodoviários da história do país.
O chassi do veículo acabou sendo reaproveitado e reencarroçado no mesmo ano pela Marcopolo com o modelo Paradiso G6 1200 6x2 recebendo o prefixo 5813; o ônibus operou com a nova carroceria por mais de dez anos até ser desmontado e, posteriormente, levado à leilão, sendo comprado em 2020 por um colecionador anônimo. Algumas pessoas que já viajaram nesse veículo afirmaram terem ouvido vozes, gritos, gemidos e choros como se fossem de pessoas desesperadas, principalmente durante as viagens à noite, o que levou o ônibus a ser conhecido como "Fantasminha" pelos busólogos.

### Ataque de 2006
Na madrugada do dia 28 de dezembro de 2006, um ônibus da Viação Itapemirim que partiu da cidade de Cachoeiro de Itapemirim com destino a São Paulo foi incendiado por traficantes na cidade do Rio de Janeiro, quando o carro passava pela Avenida Brasil, na zona norte da cidade. O ônibus transportava 28 passageiros, dos quais 7 foram mortos no ataque. O acontecimento gerou grande repercussão nacional devido à gravidade dos fatos e também pela polêmica causada, pois segundo os parentes das vítimas, a empresa não teria dado a assistência adequada.
O veículo incendiado era o mesmo modelo do acidente de 2004 (Monobloco O-400RSD com prefixo 6011), porém prestava o serviço DreamBus (leito). E, ao contrário do anterior, este deu perda total, não sendo possível recuperar.

### Descumprimento de acordo com a Prefeitura de Nova Friburgo
Em 28 de junho de 2021, a empresa assinou um contrato temporário de 12 meses com a prefeitura de Nova Friburgo (RJ) para operar ônibus urbanos, mas desde que o contrato foi assinado, a empresa jamais operou as linhas da Nova Faol, que deixaria o consórcio por decisão da Prefeitura. Com isso, o prefeito Johnny Maycon pediu explicações sobre o não cumprimento do contrato pela Itapemirim. Havia até uma intenção de compra da Nova Faol pela empresa, mas o negócio não foi adiante. Por conta desses problemas, uma Comissão Especial de Inquérito (CEI) foi instalada na cidade para investigar este contrato.